# Hans Ooft
Hans Ooft (Rotterdam, 1947. június 27. –) holland válogatott labdarúgó, később a japán válogatott szövetségi kapitánya is volt.